# Arthraxon hispidus
Espèce

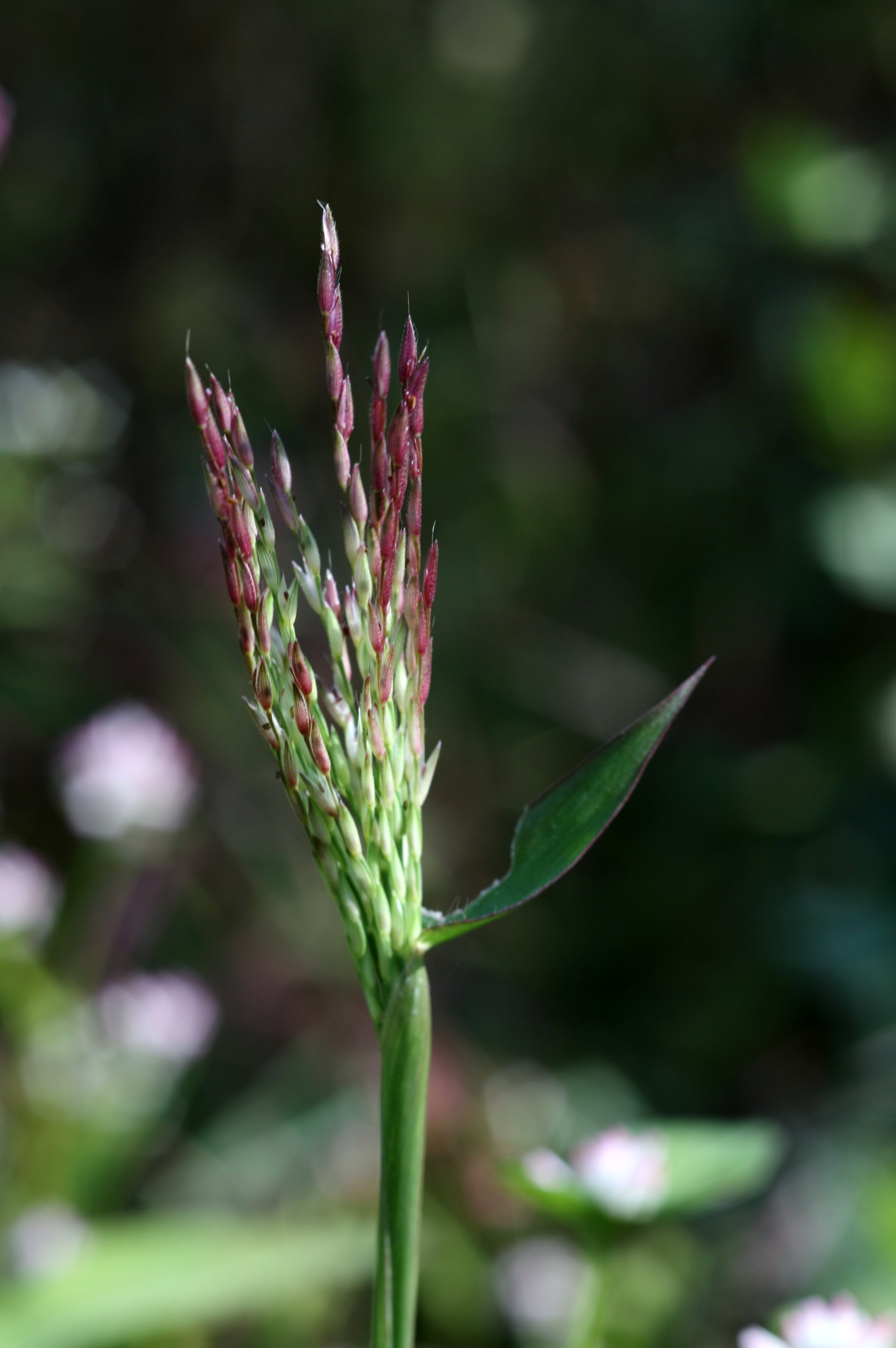

Arthraxon hispidus est une espèce de la famille des Poaceae. C'est une herbe couramment dénommée small carpetgrass ou hairy jointgrass. Elle est originaire d'Asie de l'Est et a été introduite accidentellement aux États-Unis, où elle est considérée comme une espèce envahissante.

## Description
C'est une plante annuelle ou plante pérenne qui pousse principalement dans le biome subtropical.

## Systématique
Le nom correct complet (avec auteur) de ce taxon est Arthraxon hispidus (Thunb.) Makino.
L'espèce a été initialement classée dans le genre Phalaris sous le basionyme Phalaris hispida Thunb..
Arthraxon hispidus a pour synonymes :
- ? gacilis Kunth
- Alectoridia quartiniana A.Rich.
- Andropogon alectoridia Steud.
- Andropogon amplexifolius Trin.
- Andropogon ciliaris (P.Beauv.) Raspail
- Andropogon lasiocoleus Steud.
- Andropogon micans (Nees) Steud.
- Andropogon plumbeus (Nees ex Arn.) Hochst.
- Andropogon violaceus B.Heyne
- Andropogon violaceus B.Heyne ex Steud.
- Arthraxon caucasicus (Rupr. ex Regel) Tzvelev
- Arthraxon centrasiaticus (Griseb.) Gamajun.
- Arthraxon ciliare subsp. langsdorffii (Trin.) Hack.
- Arthraxon ciliare subsp. nudus (Nees ex Steud.) Hack.
- Arthraxon ciliare subsp. quartinianus (A.Rich.) Hack.
- Arthraxon ciliare subsp. submuticus (Nees ex Steud.) Hack.
- Arthraxon ciliare subsp. vriesii (Büse) Hack.
- Arthraxon ciliare var. coloratus (Hochst.) Hack.
- Arthraxon ciliare var. cryptatherus Hack.
- Arthraxon ciliare var. gracilis (Kunth) Hack.
- Arthraxon ciliare var. quartinianus (A.Rich.) E.G.Camus & A.Camus
- Arthraxon ciliare var. quartinianus (A.Rich.) Hack.
- Arthraxon ciliaris subsp. australis Benth.
- Arthraxon ciliaris subsp. centrasiaticus (Griseb.) Hack.
- Arthraxon ciliaris subsp. coloratus (Hochst.) Hack.
- Arthraxon ciliaris subsp. cryptatherus Hack.
- Arthraxon ciliaris subsp. glabrescens Hack.
- Arthraxon ciliaris subsp. gracilis (Kunth) Hack.
- Arthraxon ciliaris subsp. hookeri Hack.
- Arthraxon ciliaris subsp. langsdorffianus (Steud.) Hack.
- Arthraxon ciliaris subsp. langsdorffii (Trin.) Hack.
- Arthraxon ciliaris subsp. quartinianus (A.Rich.) Hack.
- Arthraxon ciliaris subsp. submuticus (Regel) Hack.
- Arthraxon ciliaris subsp. tenellus Benth.
- Arthraxon ciliaris subsp. vriesii (Buse) Hack.
- Arthraxon ciliaris var. australis Benth.
- Arthraxon ciliaris var. centrasiaticus (Griseb.) Hack.
- Arthraxon ciliaris var. centrasiaticus Ohwi
- Arthraxon ciliaris var. coloratus (Hochst.) Hack.
- Arthraxon ciliaris var. cryptatherus Hack.
- Arthraxon ciliaris var. genuinus Hack.
- Arthraxon ciliaris var. glabrescens Hack.
- Arthraxon ciliaris var. gracilis (Kunth) Hack.
- Arthraxon ciliaris var. hookeri Hack.
- Arthraxon ciliaris var. quartinianus (A.Rich.) Hack.
- Arthraxon ciliaris var. quintinianus
- Arthraxon ciliaris var. tenellus Benth.
- Arthraxon ciliaris P.Beauv.
- Arthraxon coloratus Hochst.
- Arthraxon cryptatherus subsp. centrasiaticus (Griseb.) Koidz.
- Arthraxon cryptatherus subsp. ciliaris (P.Beauv.) Koidz.
- Arthraxon cryptatherus subsp. submuticus (Regel) Koidz.
- Arthraxon cryptatherus var. centrasiaticus (Griseb.) Koidz.
- Arthraxon cryptatherus var. ciliaris (P.Beauv.) Koidz.
- Arthraxon cryptatherus (Hack.) Koidz.
- Arthraxon cuspidatus subsp. micans (Nees) Hack.
- Arthraxon cuspidatus var. micans (Nees) Hack.
- Arthraxon glabrescens Andersson
- Arthraxon glabrescens Andersson ex Hack.
- Arthraxon gracilis (Kunth) Hochst.
- Arthraxon hispidus f. brevisetus (Regel) Ohwi
- Arthraxon hispidus f. centrasiaticus (Griseb.) Ohwi
- Arthraxon hispidus f. formosanus Ohwi
- Arthraxon hispidus f. hispidissimus (Honda) Ohwi
- Arthraxon hispidus f. hispidus
- Arthraxon hispidus f. japonicus (Regel) Ohwi
- Arthraxon hispidus f. kobuna (Honda) Ohwi
- Arthraxon hispidus f. langsdorffii (Trin.) Backer
- Arthraxon hispidus f. monticola (Hiyama) Hiyama
- Arthraxon hispidus f. quartinianus (A.Rich.) Backer
- Arthraxon hispidus f. riukiuensis Ohwi
- Arthraxon hispidus f. vriesii (Buse) Backer
- Arthraxon hispidus subsp. brevisetus (Regel) Ohwi
- Arthraxon hispidus subsp. caucasicus (Rupr. ex Regel) Tzvelev
- Arthraxon hispidus subsp. centrasiaticus (Griseb.) Tzvelev
- Arthraxon hispidus subsp. ciliaris (P.Beauv.) Masam. & Yanagita
- Arthraxon hispidus subsp. cryptatherus (Hack.) Honda
- Arthraxon hispidus subsp. formosanus Ohwi
- Arthraxon hispidus subsp. hispidissimus (Honda) Ohwi
- Arthraxon hispidus subsp. hookeri (Hack.) Honda
- Arthraxon hispidus subsp. japonicus (Spreng.) Ohwi
- Arthraxon hispidus subsp. kobuna (Honda) Ohwi
- Arthraxon hispidus subsp. langsdorffii (Trin.) Tzvelev
- Arthraxon hispidus subsp. macranthus Ohwi
- Arthraxon hispidus subsp. microphyllus Honda
- Arthraxon hispidus subsp. monticola (Hiyama) Hiyama
- Arthraxon hispidus subsp. muticus (Honda) Ohwi
- Arthraxon hispidus subsp. quartinianus (A.Rich.) Backer
- Arthraxon hispidus subsp. riukiuensis Ohwi
- Arthraxon hispidus subsp. vriesii (Buse) Ohwi
- Arthraxon hispidus var. brevisetus (Regel) Hara
- Arthraxon hispidus var. centrasiaticus (Griseb.) Honda
- Arthraxon hispidus var. ciliaris (P.Beauv.) Koidz.
- Arthraxon hispidus var. ciliaris (P.Beauv.) Nakai
- Arthraxon hispidus var. cryptatherus (Hack.) Honda
- Arthraxon hispidus var. hispidissimus Honda
- Arthraxon hispidus var. hispidus
- Arthraxon hispidus var. hookeri (Hack.) Honda
- Arthraxon hispidus var. japonicus (Regel) Hack.
- Arthraxon hispidus var. japonicus (Regel) Hack. ex T.Mori
- Arthraxon hispidus var. langsdorffii (Trin.) Backh.
- Arthraxon hispidus var. macranthus Ohwi
- Arthraxon hispidus var. microphyllus Honda
- Arthraxon hispidus var. monticola Hiyama
- Arthraxon hispidus var. muticus (Honda) Ohwi
- Arthraxon hispidus var. quartinianus (A.Rich.) Backer
- Arthraxon hispidus var. vriesii (Buse) Backh.
- Arthraxon hispidus var. vriesii (Buse) Ohwi
- Arthraxon hispidus (Thunb.) Merr.
- Arthraxon hookeri (Hack.) Henrard
- Arthraxon japonicus Miq.
- Arthraxon kobuna f. hispidissimus (Honda) Ohwi
- Arthraxon kobuna subsp. hispidissimus (Honda) Ohwi
- Arthraxon kobuna var. hispidissimus (Honda) Honda
- Arthraxon kobuna Honda
- Arthraxon langsdorffianus Hochst.
- Arthraxon langsdorffii subsp. centrasiaticus (Griseb.) Kom.
- Arthraxon langsdorffii subsp. cryptatherus (Hack.) Kom.
- Arthraxon langsdorffii subsp. submuticus (Regel) Grossh.
- Arthraxon langsdorffii var. centrasiaticus (Griseb.) Kom.
- Arthraxon langsdorffii var. cryptatherus (Hack.) Kom.
- Arthraxon langsdorffii var. submuticus (Regel) Grossh.
- Arthraxon langsdorffii (Trin.) Hochst.
- Arthraxon langsdorffii (Trin.) Hochst. ex Roshev.
- Arthraxon lasiocoleos (Steud.) Hochst.
- Arthraxon lasiocoleus (Steud.) Hochst.
- Arthraxon major (Hochst. ex Steud.) Hochst.
- Arthraxon mauritianus Stapf
- Arthraxon mauritianus Stapf ex C.E.Hubb.
- Arthraxon micans (Nees) Hochst.
- Arthraxon okamotoi Ohwi
- Arthraxon pallidus Henrard
- Arthraxon pauciflorus subsp. muticus Honda
- Arthraxon pauciflorus var. muticus Honda
- Arthraxon pauciflorus Honda
- Arthraxon plumbeus Hochst.
- Arthraxon quartinianus subsp. caespitosus Regel
- Arthraxon quartinianus subsp. glabrescens (Hack.) S.K.Jain
- Arthraxon quartinianus subsp. monostachyus Jansen
- Arthraxon quartinianus subsp. montanus Jacq.-Fel.
- Arthraxon quartinianus subsp. quartinianus
- Arthraxon quartinianus subsp. tenella Regel
- Arthraxon quartinianus subsp. vriesii (Buse) Henrard
- Arthraxon quartinianus var. caespitosus Regel
- Arthraxon quartinianus var. glabrescens (Hack.) S.K.Jain
- Arthraxon quartinianus var. monostachyus Jansen
- Arthraxon quartinianus var. montanus Jacq.-Fél.
- Arthraxon quartinianus var. quartinianus
- Arthraxon quartinianus var. tenellus Regel
- Arthraxon quartinianus (A.Rich.) Nash
- Arthraxon violaceus (Steud.) Hochst.
- Arthraxon violaceus Benth.
- Arthraxon violaceus Benth. ex C.B.Clarke
- Batratherum micans Nees
- Batratherum plumbeum Munro
- Batratherum plumbeum Munro ex Duthie
- Batratherum submuticum (Nees ex Steud.) Nees
- Batratherum submuticum (Nees ex Steud.) Nees ex Steud.
- Batratherum submuticum (Nees ex Steud.) W.Watson
- Chilochloa hispida P.Beauv.
- Deyeuxia japonica Spreng.
- Digitaria hispida (Thunb.) Spreng.
- Dimeria scrobiculata C.B.Clarke
- Dimeria scrobiculata C.B.Clarke ex Koord.
- Lasiolytrum hirtum Steud.
- Lasiolytrum hispidum (Thunb.) Steud.
- Leersia hispida (Thunb.) Thunb.
- Lucaea gracilis Kunth
- Lucaea langsdorffiana Steud.
- Lucaea langsdorffii (Trin.) Steud.
- Lucaea major Hochst.
- Lucaea major Hochst. ex Steud.
- Lucaea plumbea Steud.
- Lucaea violacea Steud.
- Lucaea vriesii Buse
- Phalaris hispida Thunb.
- Pleuroplitis caucasica (Rupr. ex Regel) Rupr.
- Pleuroplitis caucasica (Rupr. ex Regel) Rupr. ex Trautv.
- Pleuroplitis centrasiatica Griseb.
- Pleuroplitis langsdorffii subsp. breviseta Regel
- Pleuroplitis langsdorffii subsp. caucasica Rupr.
- Pleuroplitis langsdorffii subsp. caucasica Rupr. ex Regel
- Pleuroplitis langsdorffii subsp. centrasiatica (Griseb.) Regel
- Pleuroplitis langsdorffii subsp. chinensis Regel
- Pleuroplitis langsdorffii subsp. gacilis (Kunth) Regel
- Pleuroplitis langsdorffii subsp. japonica (Spreng.) Regel
- Pleuroplitis langsdorffii subsp. submutica Regel
- Pleuroplitis langsdorffii var. breviseta Regel
- Pleuroplitis langsdorffii var. caucasica Rupr.
- Pleuroplitis langsdorffii var. caucasica Rupr. ex Regel
- Pleuroplitis langsdorffii var. centrasiatica (Griseb.) Regel
- Pleuroplitis langsdorffii var. chinensis Regel
- Pleuroplitis langsdorffii var. gacilis (Kunth) Regel
- Pleuroplitis langsdorffii var. gracilis (Kunth) Regel
- Pleuroplitis langsdorffii var. japonica Regel
- Pleuroplitis langsdorffii var. submutica Regel
- Pleuroplitis langsdorffii Trin.
- Pleuroplitis major (Hochst. ex Steud.) Regel
- Pleuroplitis plumbea Nees
- Pleuroplitis plumbea Nees ex Arn.
- Pleuroplitis quartiniana subsp. caespitosa Regel
- Pleuroplitis quartiniana subsp. plumbea (Nees ex Arn.) Regel
- Pleuroplitis quartiniana subsp. tenella Regel
- Pleuroplitis quartiniana var. caespitosa Regel
- Pleuroplitis quartiniana var. plumbea (Nees ex Arn.) Regel
- Pleuroplitis quartiniana var. tenella Regel
- Pleuroplitis quartiniana (A.Rich.) Regel
- Pleuroplitis violacea Nees
- Pleuroplitis violacea Nees ex Hochst.
- Pollinia ciliaris (P.Beauv.) Spreng.
- Psilopogon schimperi Hochst.
- Sorghum ciliare (P.Beauv.) Kuntze
- Spodiopogon ciliaris (P.Beauv.) Nees
- Spodiopogon ciliaris (P.Beauv.) Nees ex Steud.